# Marvel Rising
 (avril 2020).
Si vous disposez d'ouvrages ou d'articles de référence ou si vous connaissez des sites web de qualité traitant du thème abordé ici, merci de compléter l'article en donnant les références utiles à sa vérifiabilité et en les liant à la section « Notes et références ».
 Pour plus de détails, voir Fiche technique et Distribution
Marvel Rising est une franchise médiatique d'animation américaine lancée en 2018 par Marvel Animation, centrée principalement sur un groupe de jeunes super-héros de l'éditeur Marvel Comics.
Annoncée fin 2017, la franchise est d'abord ouverte au public en 2018 par une série de livres comics ensuite à la télévision avec une série prologue Initiaton et un téléfilm d'ouverture Secret Warriors sur les chaînes Disney XD et Disney Channel. Depuis début 2019, elle se multiplie avec plusieurs épisodes spéciaux principalement disponibles sur la chaîne YouTube Marvel HQ : Chasing Ghost, Heart of Iron, Battle of the Band, Operation Shuri et Playing with Fire.

## Épisodes

### Téléfilm
Marvel Rising: Secret Warriors (en) est un téléfilm de 80 minutes réalisé par Alfred Gimeno, d'après un script de Mairgread Scott. Il est diffusé aux États-Unis dès le 30 octobre 2018, simultanément sur Disney XD et Disney Channel. Unique téléfilm de la franchise, il se centre sur une équipe de super-héros appelée Secret Warriors.

### Séries

#### Initiation
Marvel Rising: Initiation est une série d'animation, composée de 6 épisodes de 4 minutes. Elle est développée par Mairgread Scott et diffusée dès le 13 août 2018 sur Disney XD. Première série de la franchise, elle sert d'introduction au téléfilm et met en scène Gwen Stacy/Ghost-Spider.
Kevin le meilleur ami de Gwen Stacy meurt mystérieusement, celle-ci étant aussi la super-héroïne Ghost-Spider va tout faire pour trouver le meurtrier. Elle sera alors aidée par d'autres héros comme Quake, Patriot, Ms Marvel et Squirrel Girl même si elle prétend qu'elle va le trouver toute seule.

#### Ultimate Comics
Cette série, sous forme de shortcom, est développée par Mairgread Scott et diffusée du 20 février au 27 mars 2019 sur la chaîne YouTube Marvel HQ. Deuxième série de la franchise, chaque épisode se centre sur un personnage différent.
Chaque super-héros du groupe Secret Warriors doit faire face à des ennemis dangereux et va se battre en solo. La première est Ms Marvel, qui est confrontée à Loki.

### Épisodes spéciaux

#### Chasing Ghost
Cet épisode spécial de 22 minutes est écrit par Mairgread Scott et diffusé le 16 janvier 2019 sur Marvel HQ puis le 1er février 2019 sur l'application DisneyNOW. Premier épisode spécial de la franchise, il fait suite aux événements de la première série sur Gwen Stacy/Ghost-Spider.
Toujours déterminée à travailler en solo, Gwen Stacy doit finalement s'allier avec les Secret Warriors pour arrêter la force du mal menée par Exile et Sheath. En parallèle, elle continue son enquête sur la mort de son ami Kevin 

#### Heart of Iron
Cet épisode de 44 minutes est écrit par Margaret Dunlap et sorti le 3 avril 2019 sur Marvel HQ. Deuxième de la franchise, il introduit la nouvelle héroïne Ironheart (Riri Williams).
La plus jeune élève de son université, Riri Williams est solitaire mais brillant et a même créée une intelligence artificielle, nommée A.M.I., qu'elle considère comme son seul ami. Lorsque quelqu'un vole sa création, la jeune femme va s'inspirer d'Iron Man pour trouver le voleur aux côtés des Secrets Warriors.

#### Battle of the Band
Cet épisode de 22 minutes est écrit par Mae Catt et lancé le 23 août 2019 lors du D23 Expo puis le 28 août 2019 sur Marvel HQ. Troisième de la franchise, il se focalise une troisième fois sur Gwen Stacy/Ghost-Spider.
Le groupe musical, dans lequel Gwen Stacy est la batteuse, se prépare pour une compétition, mais malheureusement, une super-villaine dénommée Screaming Mimi a fait une attaque en ville le même jour que la compétition. En tant qu'héroïne, elle a le devoir de sauver le monde au risque d'abandonner son équipe en pleine compétition.

#### Operation Shuri
Cet épisode de 22 minutes est écrit par Mae Catt et sorti le 6 octobre 2019 pour le New York Comic Con puis le 11 octobre 2019 sur Marvel HQ. Quatrième de la franchise, il se centre sur la sœur de Black Panther, Shuri.
Après avoir longtemps vécu avec sa famille, Shuri, la jeune sœur de Black Panther, est prête à prendre son émancipation mais rencontre des difficultés sociales car elle a été toujours une guerrière. Elle sera alors aidée par les Secret Warriors pour devenir un simple humain.

#### Playing with Fire
Cet épisode de 44 minutes est écrit par Danielle Wolff et sorti le 18 décembre 2019 sur Marvel HQ. Cinquième et dernier de la franchise, il se focalise sur Inferno.
Le super-pouvoir de contrôler le feu d'Inferno est volé par une criminelle surnommée Zayla. Son équipe les Secret Warriors vont tout faire pour trouver cette criminelle et rendre son pouvoir à Inferno, mais ce dernier se pose la question s'il veut le récupérer.

## Distribution
Certains acteurs reprennent un rôle déjà tenu auparavant :
- Dove Cameron (Gwen Stacy/Ghost-Spider) double le même personnage dans Ultimate Spider-Man et joue Ruby Hale dans Marvel : Les Agents du SHIELD
- Booboo Stewart (Victor Kohl/Exile) double Jack O'Lantern dans Spider-Man et joue James Proudstar/Warpath dans X-Men: Days of Future Past
- Chloe Bennett (Daisy Johnson/Quake) joue le même personnage dans Marvel : Les Agents du SHIELD
- Ming-Na Wen (Hala the Accuser) joue Melinda May dans Marvel : Les Agents du SHIELD
- Milana Vayntrub (Doreen Green/Squirrel Girl) devait jouer le même personnage dans la série annulé Marvel's New Warriors
- Tara Strong (Mary Jane Watson) double le même personnage dans Ultimate Spider-Man
- Steven Weber (capitaine George Stacy) double Norman Osborn, Trapoter ainsi que Venom dans Ultimate Spider-Man.

| Personnages                    | Secret Warriors (2018) | Initiation (2018)  | Ultimate Comics (2019) | Chasing Ghost (2019) | Heart of Iron (2019) | Battle of the Band (2019) | Operation Shuri (2019) | Playing with Fire (2019) |
| ------------------------------ | ---------------------- | ------------------ | ---------------------- | -------------------- | -------------------- | ------------------------- | ---------------------- | ------------------------ |
| Gwen Stacy/Ghost-Spider        |                        | Dove Cameron       |                        | Dove Cameron         | Dove Cameron         | Dove Cameron              | Dove Cameron           | Dove Cameron             |
| Quake / Daisy Johnson          | Chloe Bennet           | Chloe Bennet       | Chloe Bennet           | Chloe Bennet         | Chloe Bennet         |                           |                        |                          |
| Tippy Toe                      | Dee Bradley Baker      | Dee Bradley Baker  | Dee Bradley Baker      | Dee Bradley Baker    | Dee Bradley Baker    | Dee Bradley Baker         | Dee Bradley Baker      | Dee Bradley Baker        |
| Gloria "Glory" Grant           |                        | Skai Jackson       |                        | Skai Jackson         |                      | Skai Jackson              | Skai Jackson           |                          |
| Miss Marvel / Kamala Khan      | Khathereen Khavari     | Khathereen Khavari | Khathereen Khavari     | Khathereen Khavari   | Khathereen Khavari   | Khathereen Khavari        | Khathereen Khavari     | Khathereen Khavari       |
| Inferno / Dante Pertuz         | Tyler Posey            | Tyler Posey        | Tyler Posey            | Tyler Posey          | Tyler Posey          | Tyler Posey               |                        | Tyler Posey              |
| America Chavez                 | Cierra Ramirez         |                    | Cierra Ramirez         | Cierra Ramirez       | Cierra Ramirez       | Cierra Ramirez            | Cierra Ramirez         | Cierra Ramirez           |
| Captain Marvel / Carol Danvers | Kim Raver              |                    |                        |                      | Kim Raver            |                           | Kim Raver              |                          |
| Exile / Victor Kohl            | Booboo Stewart         |                    |                        | Booboo Stewart       |                      |                           |                        |                          |
| Mary Jane Watson               |                        | Tara Strong        |                        | Tara Strong          |                      | Tara Strong               | Tara Strong            |                          |
| Squirrel Girl / Doreen Green   | Milana Vayntrub        | Milana Vayntrub    | Milana Vayntrub        | Milana Vayntrub      | Milana Vayntrub      | Milana Vayntrub           | Milana Vayntrub        | Milana Vayntrub          |
| Hala the Accuser               | Ming-Na Wen            |                    |                        |                      | Ming-Na Wen          |                           |                        |                          |
| Ironheart / Riri Williams      |                        |                    |                        |                      | Sofia Wylie          | Sofia Wylie               |                        |                          |
| Shuri                          |                        |                    |                        |                      |                      |                           | Daisy Lightfoot        |                          |
| Sheath                         |                        |                    |                        | Amanda C. Miller     |                      |                           |                        |                          |
| Zayla                          |                        |                    |                        |                      |                      |                           |                        | Navia Robinson           |
| George Stacy                   |                        | Steven Weber       |                        | Steven Weber         |                      |                           |                        |                          |
| Iron Man                       |                        |                    |                        |                      | Mick Wingnet         |                           |                        |                          |

## Divers

### Site web
Un site-web officiel a été créé pour le jeune public. Il permet à ses visiteurs de s'étendre avec la franchise et leur propose plusieurs divertissements grâce à des mini-jeux, des vidéos promotionnels, des fiches biographiques des personnages, des comic-books, des applications mobiles ou encore la possibilité d'acheter en lignes les autres produits dérivés.

### Comics
En avril 2018, la franchise lance son premier produit avec un comics écrit par Devin Grayson, G. Willow Wilson et Ryan North. Une collection est alors prévue jusqu'au mois de novembre pour être unie en un seul livre de 168 pages.
À partir de mars 2019, une autre collection est lancée dont l'histoire sera centrée sur les Secret Warriors face à l'attaque d'une sorcière. Les comics de la collection sont écrits par Nilah Magruder.

### Musique
- Born Ready est sorti le 23 août 2018 pour le téléfilm Secret Warriors et interprété par Dove Cameron qui prête sa voix à Gwen Stacy/Ghost-Spider dans la franchise[8].
- Side by Side est publié le 18 janvier 2019 pour l'épisode spécial Chasing Ghost et interprété par Sofia Wylie, la voix de Ironheart[9].
- Team est sorti le 2 mai 2019 pour le spécial Heart of Iron et chanté par Tova, l'une des auteur-compositeurs de toutes les chansons[10].
- Natural Disaster publié le 3 octobre 2019 pour le spécial Battle of the Bands et toujours chanté par l'auteur-compositrice-interprète Tova[11].
- Roaring Thunder sorti le 19 décembre 2019 pour le spécial Playing with Fire et interprété par Navia Robinson qui prête sa voix à Zayla dans cette production[12].